# Fredrik Ljunggren (ingenjör)
Fredrik Nils Ljunggren född 1969 i Hässleholm är en svensk professor i Teknisk Akustik. Verksam på Luleå tekniska universitet.
Ljunggren disputerade 2006 med avhandlingen "Floor vibration - Dynamic properties and subjective perception".
Ljunggrens forskning är främst kring "bättre ljudmiljöer i höga trähuskonstruktioner, både för de boende och för miljöns skull".